# Турин, Лев Борисович
Лев Борисович Ту́рин (1912—1976) — заслуженный тренер РСФСР по самбо, ученик Василия Сергеевича Ощепкова. В довоенный период занимался греко-римской борьбой, дзюдо.

## Биография
Чемпион Ташкента (1939). Чемпион Москвы (1946). Судья всесоюзной категории (1954). 2-й призёр Всесоюзного первенства ДСО «Динамо» (1946).
После войны работал тренером в российском обществе «Динамо», затем в ДСО «Урожай».
Автор ряда учебных пособий по самбо: «Самбо» (1961, 1965), «Борьба самбо» (1963, 1964), «Борьба — спорт сильных» (1966), «Молодой самбист» (1970).
Скончался в 1976 году. Похоронен на Востряковском кладбище в Москве.